# جائزة النمسا الكبرى 1978
جائزة النمسا الكبرى 1978 هو سباق فورمولا 1 أقيم بتاريخ 13 أغسطس 1978 في ريد بول رينغ. كان الثاني عشر من أصل 16 في بطولة العالم لسباقات الفورمولا واحد موسم 1978.